# Seznam ameriških igralcev (D)
Beverly D'Angelo - Patti D'Arbanville - Donna D'Errico - Vincent D'Onofrio - D.B. Woodside - Howard Da Silva - Willem Dafoe - Dan Dailey - Irene Dailey - Bill Daily - James Badge Dale - John Dall - Joe Dallesandro - Abby Dalton - James Daly - Tim Daly - Tyne Daly - Gabriel Damon - Matt Damon - Stuart Damon - Viola Dana - Dorothy Dandridge - Karl Dane - Claire Danes - Rodney Dangerfield - Brittany Daniel - Bebe Daniels - Erin Daniels - Jeff Daniels (igralec) - Mickey Daniels - Spencer Daniels - William Daniels - Blythe Danner - Ted Danson - Michael Dante - Tony Danza - Allen Danzinger - Patrika Darbo - Kim Darby - Bobby Darin - Mona Darkfeather - Linda Darnell - James Darren - Frankie Darro - Jane Darwell - Herschel Daugherty - Alexa Davalos - Elyssa Davalos - Richard Davalos - Edward Loomis Davenport - Robert Davi - Keith David - Jim Davidson (igralec) - Tommy Davidson - Embeth Davidtz - Marion Davies - Ossie Davis - Reine Davies - Rosemary Davies - Sammy Davis mlajši - Ann B. Davis - Bette Davis - Brad Davis (igralec) - Clifton Davis - Daniel Davis - Destiny Davis - Don S. Davis - Gail Davis - Geena Davis - Hope Davis - Jim Davis (igralec) - Jimmie Davis - Kristin Davis - Mac Davis - Bruce Davison - Pam Dawber - Rosario Dawson - Roxann Dawson - Doris Day - Edith Day - Ted de Corsia - Sam De Grasse - Anthony De Longis - Rebecca De Mornay - Drena De Niro - Robert De Niro - James DeBello - Kaylee DeFer - Ellen DeGeneres - Gloria DeHaven - Olivia de Havilland - Nicole DeHuff - Cara DeLizia - Heather DeLoach - David DeLuise - Dom DeLuise - Michael DeLuise - Peter DeLuise - Jack DeSena - Rosanna DeSoto - Devin DeVasquez - Joyce DeWitt - James Dean - Jimmy Dean - Loren Dean - Frances Dee - Ruby Dee - Sandra Dee - Eddie Deezen - Albert Dekker - Benicio Del Toro - Kim Delaney - Diane Delano - Dana Delany - Dorothy Dell - Becky DelosSantos - Patrick Dempsey - Alexis Denisof - Brian Dennehy - Sandy Dennis - Bonnie Dennison - Rachel Dennison - Catherine Dent - Bob Denver - Johnny Depp - Bo Derek - John Derek - Bruce Dern - Laura Dern - Cleavant Derricks (igralec) - Clinton Derricks-Carroll - Mark Derwin - Pamela Des Barres - Emily Deschanel - Zooey Deschanel - Amanda Detmer - Geoffrey Deuel - Andy Devine - Loretta Devine - Danny DeVito - Colleen Dewhurst - Brad Dexter - Susan Dey - Khigh Dheigh - Cameron Diaz - Jessica Di Cicco - Leonardo DiCaprio - Jamie-Lynn DiScala - Dustin Diamond - Reed Diamond - Alyssa Diaz - Cameron Diaz - Andy Dick - Lucinda Dickey - Angie Dickinson - Vin Diesel - Taye Diggs - Andy Dill (porno zvezda) - Phyllis Diller - Kevin Dillon (igralec) - Matt Dillon - Paul Dinello - Peter Dinklage - Shirley Dinsdale - Bob Dishy - Divine (Glen Milstead) - Charles Divins - Richard Dix - Donna Dixon - Robert DoQui - Molly Dodd - Shannen Doherty - Jason Dohring - Ami Dolenz - Jure Dolenc/George Dolenz - Meyer Dolinsky - Aubrey Dollar - Jason Dolley - Elinor Donahue - Heather Donahue - Troy Donahue - Brian Donlevy - Kimberly Donley - Elisa Donovan - Tate Donovan - Paul Dooley - Taylor Dooley - Ann Doran - Stephen Dorff - David Dorfman - Samantha Dorman - Michael Dorn - Marie Doro - Terri Lynn Doss - Doug E. Doug - Cameron Douglas - Christopher Douglas - Diana Douglas - Donna Douglas - Eric Douglas - Illeana Douglas - Jackson Douglas - Kirk Douglas - Melvyn Douglas - Michael Douglas - Gary Dourdan - Brad Dourif - Billie Dove - Tony Dow - Robert Downey, Jr. - Cathy Downs - David Doyle - Jerry Doyle - Brian Doyle-Murray - Billy Drago - Charles Drake - Tom Drake - Polly Draper - Fran Drescher - Louise Dresser - Marie Dressler - Richard Dreyfuss - Deborah Driggs - Bobby Driscoll - Adam Driver - Joanne Dru - Fred Dryer - Clea DuVall - Duane Jones - David Duchovny - Haylie Duff - Hilary Duff - Howard Duff - Patty Duffek - Julia Duffy - Karen Duffy - Patrick Duffy - Dennis Dugan - Josh Duhamel - Olympia Dukakis - Patty Duke - David Dukes - Keir Dullea - Margaret Dumont - Donnie Dunagan - Faye Dunaway - Dorothy Dunbar - Michael Clarke Duncan - Sandy Duncan - Elaine Dundy - Brian Dunkleman - Dawn Dunlap - James Dunn (igralec) - Nora Dunn - Ryan Dunn - Teddy Dunn - Dominique Dunne - Griffin Dunne - Irene Dunne - Debbe Dunning - Mildred Dunnock - Kirsten Dunst - Daphnée Duplaix - Don Durant - Junior Durkin - Shevonne Durkin - Charles Durning - Michael Durrell - Dan Duryea - Eliza Dushku - Nancy Dussault - Richard Dutcher - Robert Duvall - Shelley Duvall - Ann Dvorak - Jerry Van Dyke - Alexis Dziena - George Dzundza - 